# Enrique Saura Gil
Enrique Saura Gil   (Onda, 2 d'agost de 1954) és un futbolista valencià, ja retirat, que jugà de centrecampista durant les dècades de 1970 i 1980. Jugà al CE Castelló i el València CF, amb qui guanyà una Copa del Rei, una Recopa d'Europa i una Supercopa d'Europa. Va ser internacional amb la selecció espanyola.

## Internacional
El 1976 va prendre part en els Jocs Olímpics d'Estiu de Montreal, on la selecció espanyola quedà eliminada en quarts de vuitens de final en la competició de futbol.
Va ser internacional amb la selecció espanyola en 23 partits, marcant 4 gols. Va debutar el 8 de novembre de 1978 front a França a París. Va disputar la Copa del Món Espanya 1982 marcant el gol de la victòria front a Iugoslàvia.

## Clubs
- CE Castelló - ????-1974
- València CF - 1975-1985 - Primera divisió – 304 partits i 37 gols
- CE Castelló - 1985-1988 - Segona divisió

## Palmarès

### Títols estatals
- 1 Copa del Rei – València CF – 1979

### Internacionals
- 1 Recopa d'Europa - València CF - 1980
- 1 Supercopa d'Europa - València CF - 1980